# Blatenská pahorkatina
Blatenská pahorkatina je geomorfologický celek v jihozápadní části Středočeské pahorkatiny. Rozkládá se na ploše 1 078,76 km² na pomezí středních, západních a jižních Čech. Jedná se o členitou pahorkatinu v povodí Otavy, Lomnice a Úslavy se střední nadmořskou výškou 509,2 metrů. V geologickém podloží převažují granity středočeského plutonu a horniny moldanubika. Nejvyšším bodem je se 729 metry vrch Drkolná, který se nachází v okrsku Plánická vrchovina.

## Členění
Blatenská pahorkatina se dále dělí na dva podcelky:
- Horažďovická pahorkatina – nejvyšší vrchol Hřeben (597 metrů)
- Nepomucká vrchovina – nejvyšší vrchol Drkolná (729 metrů)